# Becket e il suo re (dramma)
Becket e il suo re (nell'originale Becket ou l'honneur de Dieu, letteralmente: Becket, o l'onore di Dio) è un'opera teatrale del drammaturgo e regista francese Jean Anouilh, che ha debuttato a Parigi nel 1959. Il dramma ebbe grande successo e venne messo in scena anche a Londra e a New York, dove vinse il Tony Award alla migliore opera teatrale.

## Trama
Il dramma ripercorre l'amicizia tra il vescovo Thomas Becket ed Enrico II d'Inghilterra e di come essa si trasformò in rancore da parte del sovrano fino ad ordinare l'assassinio del suo vecchio amico. 

## Rappresentazioni
La prima assoluta è stata il 2 ottobre 1959 al Théâtre Montparnasse di Parigi, regia di Roland Piétri, scene di Jean-Denis Malclès, con Daniel Ivernel (Enrico II d'Inghilterra) e Bruno Cremer (Tommaso Becket).
La prima a Broadway, titolo Becket, è stata il 5 ottobre 1960 al Saint James Theatre, regia di Peter Glenville, scene di Oliver Smith, costumi di Motley, con Laurence Olivier (Tommaso Becket) e Anthony Quinn (Enrico II d'Inghilterra), per un totale di 193 repliche.
La prima italiana è stata il 19 novembre 1960 al Teatro Comunale di Modena, nella traduzione di Luigi Squarzina, regia di Mario Ferrero, scene di Ezio Frigerio, musiche di Roman Vlad; con Gino Cervi (Enrico II), Massimo Girotti (Tommaso Becket), Armando Migliari, Isa Querio, Roberto Bertea, Paola Bacci, Massimo De Francovich, Gianni Galavotti, Enzo Liberti.

## Adattamenti
Nel 1964 il regista Peter Glenville ha diretto l'omonimo adattamento cinematografico del dramma, con Peter O'Toole e Richard Burton.
La Rai nel 1984 ne ha trasmesso la registrazione televisiva dell'adattamento teatrale di Aldo Trionfo con Andrea Giordana e Giancarlo Zanetti.